# Liste der Naturdenkmale in Gossersweiler-Stein
Die Liste der Naturdenkmale in Gossersweiler-Stein nennt die im Gemeindegebiet von Gossersweiler-Stein ausgewiesenen Naturdenkmale (Stand 23. Mai 2024).

## Naturdenkmale
| Nr.         | Bezeichnung      | Lage                                                                      | Beschreibung                                                                  | Bild                                    |
| ----------- | ---------------- | ------------------------------------------------------------------------- | ----------------------------------------------------------------------------- | --------------------------------------- |
| ND-7337-205 | Isselmannsteine  | Gossersweiler, westlich des Ortes; Abteilung Hinterm Isselsmannstein Lage | langgestreckte Buntsandsteinfelsengruppe                                      | Direkt Bild zu diesem Denkmal hochladen |
| ND-7337-206 | Dimbergfelsen    | Gossersweiler, westlich des Ortes auf dem Dimberg Lage                    | langgestreckte Buntsandsteinfelsengruppe; teilweise zu Dimbach und Schwanheim | mehr Fotos \| Fotos hochladen           |
| ND-7337-207 | Dreifelsen       | Stein, westlich des Ortes; Abteilung Dreifelsen Lage                      | auch Judenkutsche; dreiteiliger Buntsandsteinfelsen                           | Direkt Bild zu diesem Denkmal hochladen |
| ND-7337-208 | Rötzenfels       | Gossersweiler, südwestlich des Ortes; Abteilung Rötzenberg Lage           | Buntsandsteinfelsen                                                           | mehr Fotos \| Fotos hochladen           |
| ND-7337-209 | Engelmannsfelsen | Stein, nördlich des Ortes; Abteilung Am Engelmannsfelsen Lage             | Buntsandsteinfelsen                                                           | mehr Fotos \| Fotos hochladen           |
| ND-7337-210 | Krimhildenstein  | Stein, südwestlich des Ortes am Osthang des Eichelbergs Lage              | auch Käshafen; Buntsandsteinfelsen                                            | Direkt Bild zu diesem Denkmal hochladen |